# Культура накопичення
Культу́ра накопи́чення, накопичувальна культура — культура бактерій та середовище для них, в якому певний вид мікроорганізмів має перевагу над іншими. Фактично, культура накопичення є мінімальною культурою, що містить спрятливі даному організму, компоненти, усуваючи компоненти, що б підтримувати інші види. 
Метод ґрунтується на тому, що необхідний організм буде міститися хоча б у невеликій кількості в початковому зразку, а всі інші будуть практично усунуті в культурі. Зазвичай, метод корисний для первинного виділення мікроорганізму для виділення пізніше чистої культури, для діагностики та для вирощування організмів, які не вдається виростити в чистій культурі.
Вперше метод був розроблений голландським ботаніком Мартінусом Бейєрінком, подібні дослідження паралельно проводив і Сергій Миколайович Виноградський.